# Rabouillet
Rabouillet en francés y oficialmente, Rabolhet en occitano, es una localidad  y comuna francesa, situada en el departamento de Pirineos Orientales en la región de Languedoc-Rosellón y comarca histórica de la Fenolleda. Se encuentra atravesada por el río Désix.
A sus habitantes se les conoce por el gentilicio de rabouilletans en francés

## Demografía
| 103 | 139 | 127 | 106 | 101 | 85 |
| Para los censos de 1962 a 1999 la población legal corresponde a la población sin duplicidades (Fuente: INSEE [Consultar]) |     |     |     |     |    |